# Confederação Coreana de Sindicatos
A Confederação Coreana de Sindicatos (CCS), traduzida literalmente como Confederação Nacional Democrática de Sindicatos, também conhecida como Minju-nochong (em coreano:  민주노총  ; acrônimo para CCS no idioma coreano) é um central sindical nacional oficialmente estabelecido em 1995. Seu predecessor foi o Conselho Nacional de Sindicatos (CNS), estabelecido em 1990 como uma alternativa independente e democraticamente operada à Federação de Sindicatos Coreanos. Após os protestos sul-coreanos de 2016–17 (Demonstrações à luz de velas), a CCS teve um crescimento acelerado na adesão, alcançando 963.035 membros em 2018 e tornando-se a maior confederação sindical industrial da Coreia.

## Contexto
Após a libertação do domínio japonês em 1945, e o subsequente golpe de estado de Park Chung-hee em 1961, existia apenas uma federação sindical legalizada na Coréia, a Federação dos Sindicatos Coreanos (FSC). O regime de Park era verdadeiramente autoritário e suprimiu as atividades de todos os líderes políticos e empresariais que considerava corruptos. Park reestruturou os sindicatos, permitindo apenas aqueles que ele e seu regime consideravam "leais" à sua causa. Como resultado, por quase duas décadas sob o regime militar do Presidente Park, o FSC foi substancialmente enfraquecido e subordinado ao estado repressor, assim como os conglomerados familiares ou Chaebol, que dominaram e monopolizaram as indústrias na Coréia e se expandiram incessantemente com ajuda do governo. Como resultado, o movimento trabalhista tornou-se muito fragmentado; no entanto, continuou a operar por meio de sindicatos localizados, como os mineiros, trabalhadores têxteis, ativistas antigovernamentais e vários grupos católicos. Na década de 1990, com o fim dos regimes militares, os grupos Chaebol começaram a se reafirmar com a introdução da automação dos processos de produção, da descentralização dos locais de produção fabril e da realocação da produção para o exterior, o que agravou a situação do trabalho organizado.

### Ganhando força e apoio
Para cortar a relação com o FSC, que muitos consideravam como um representante do governo por sua subordinação aos regimes militares, várias federações nacionais de sindicatos baseados em chaebol surgiram, incluindo o Kia e o Grupo Hyundai, bem como sindicatos regionais, como o Associação Sindical de Masan e Changwon. Além disso, no setor público, o Sindicato Nacional dos Professores foi formado em 1989, para combater a percepção da natureza autoritária da educação na Coréia. No entanto, muitos sindicatos sentiram a necessidade de consolidar e superar a natureza fragmentada dos sindicatos em nível nacional. Como resultado, eles formaram uma organização nacional, a Confederação Coreana de Sindicatos (CCS) em 1995. Posteriormente, seu número de membros aumentou de 861 sindicatos e 391.000 membros em dezembro de 1995 para 896 sindicatos e 490.000 membros em dezembro de 1996. O KCTU havia se tornado uma força formidável, considerando-se um "freio" indispensável ao poder do Estado, dos empregadores e da FSC.

## Ascensão da Confederação Coreana de Sindicatos
Apesar das lutas internas e partidarismo da CCS, seus métodos eram altamente eficazes. No início da década de 1990, houve uma mudança do crescimento doméstico para a competitividade nacional: uma das principais políticas econômicas da Coréia foi "crescimento primeiro e distribuição depois". O CCS considerou isso prejudicial aos interesses dos trabalhadores e adotou a contra-política de "greve primeiro, barganhe depois". Os trabalhadores coreanos usaram as greves como arma para buscar mudanças políticas, melhores condições de trabalho e por salários mais altos. Em 1996, um evento significativo ocorreu que iria catapultar o CCS para o cenário nacional e mundial. O Partido da Nova Coreia, liderado pelo presidente Kim Young Sam, aprovou e emendou unilateralmente as leis trabalhistas sem a presença do partido de oposição no meio da noite, em uma sessão de seis minutos. Em essência, as leis emendadas tornaram significativamente mais fácil para os empregadores despedirem os trabalhadores à vontade. Além disso, as leis emendadas não permitiam sindicatos federais em nível local ou nacional; isso tornou os 500.000 membros KCTU ilegais (não seria legalmente reconhecido até 2002). Essas disposições levaram a KCTU a mobilizar com sucesso 150.000 trabalhadores coreanos e líderes da FSC, que anteriormente exibiam uma propensão pró-governo, para realizarem uma greve juntos. Como resultado da decisão do governo de emendar as leis trabalhistas, o presidente Kim Young Sam e sua administração foram censurados pela OCDE por não honrarem as reformas que foram prometidas ao povo da Coreia do Sul e por mostrarem um "atraso" em relação a reforma do direito do trabalho. Além disso, organizações internacionais, incluindo a Confederação Internacional de Sindicatos Livres e os Sindicatos Internacionais dos Trabalhadores do Metal, criticaram e condenaram as ações do governo coreano. Da mesma forma, os representantes sindicais estrangeiros realizaram coletivas de imprensa conjuntas com os sindicatos coreanos, observaram de perto as greves e realizaram várias manifestações no exterior das missões diplomáticas coreanas no exterior. Apesar da crítica contundente da comunidade internacional, o governo sul-coreano optou por aderir à sua decisão inicial e até ameaçou prender os grevistas. Estima-se que as greves de três semanas custaram US $ 3,4 bilhões em perda de produção. O presidente Kim Young Sam, reconhecendo o crescente apoio popular ao CCS, decidiu revisar as leis e se reunir com os líderes da oposição. Em março de 1997, o parlamento aprovou uma versão mais diluída das leis trabalhistas e o principal conselheiro econômico do presidente, que era o proponente das leis anteriores, foi demitido junto com outros conselheiros. Finalmente, durante uma reunião com os líderes da oposição, o presidente Kim afirmou que o CCS seria legalizado.

## Resultados conflitantes da greve de janeiro de 1997
Os resultados da greve de janeiro variaram. Aparentemente, a greve teve um significado histórico - foi extremamente bem administrada e organizada em nível nacional e conseguiu uma reforma legal duradoura. Foi um sucesso tanto em termos políticos quanto econômicos. Mas, o mais importante, pela primeira vez, o trabalho emergiu como uma força social na Coréia do Sul. O CCS obteve o tão desejado reconhecimento do governo. Além disso, foi-lhes concedido o direito de formar sindicatos múltiplos no nivel de indústria (embora tenham sido impedidos de formar sindicatos entre professores e servidores públicos).
Por outro lado, muitas pessoas acreditavam que a lei revisada era muito deficiente em seu conteúdo. Por exemplo, os empregadores ainda mantinham o direito de despedir trabalhadores a seu critério, após um adiamento de apenas dois anos. A regra "sem trabalho, sem pagamento" e sem pagamento a dirigentes sindicais em tempo integral ainda era aplicável nas leis revisadas, incluindo a política de jornada de trabalho flexível em um esforço para reduzir os salários. Conseqüentemente, os empregadores puderam fortalecer seu poder enquanto os trabalhadores perdiam a proteção contra as demissões e a segurança no emprego que buscavam tão desesperadamente.

## Limitações do CCS
O ano de 1997 foi devastador tanto para o povo da Coreia do Sul quanto para o país. Em novembro de 1997, muitos conglomerados, incluindo Hanbo, bem como vários grupos chaebol, foram à falência. Além disso, vários bancos tornaram-se insolventes. Apesar dos esforços do Banco da Coreia e do governo para conter a turbulência econômica, a taxa de câmbio e o mercado de ações entraram em queda livre. A Coréia corria o risco de não cumprir suas obrigações de dívida externa. Em 3 de dezembro de 1997, o Fundo Monetário Internacional decidiu dar seu maior pacote de resgate já feito à Coréia do Sul, consistindo de US$ 57 bilhões. Incluído no pacote, várias condições adversas foram anexadas. O FMI exigiu requisitos rigorosos. Além de reestruturar seus setores financeiro e corporativo, a Coréia deveria "liberalizar" seus mercados - precisava abri-los de forma que beneficiasse os investidores estrangeiros. Em um esforço para garantir os empregos dos trabalhadores, CCS implementou uma campanha de assinaturas em todo o país para a garantia de empregos para os trabalhadores e procurou punir os responsáveis pela devastadora crise econômica. Além disso, eles organizaram aproximadamente 30.000 pessoas em um comício e exigiram reformas políticas, buscando proteção contra as iminentes demissões arbitrárias, daí a Greve Geral de 1997. A Greve Geral foi apoiada pelos trabalhadores de colarinho azul e colarinho branco, incluindo o setor financeiro e trabalhadores de escritório. A greve também foi apoiada pela população em geral e, apesar do controle estatal da mídia, a Internet atuou como um canal de fornecimento de informações em tempo real para o mundo exterior, pela primeira vez. Mas, apesar dos esforços do CCS em organizar a Greve Geral, os resultados foram muito decepcionantes. Quer tenha sido imposto pelo FMI ou pelo governo, os requisitos da assistência financiera deram uma grande discricionariedade aos chaebol no que diz respeito à dispensa de trabalhadores. Além disso, os trabalhadores de nível superior e médio que não conseguiram se sindicalizar com medo de perder seus empregos foram pegos completamente desprevenidos. A crise econômica também obrigou o governo a promulgar leis sem buscar a opinião dos sindicatos, exacerbando os conflitos em curso. Como resultado da reestruturação mandatada pelo FMI, as disputas trabalhistas inevitavelmente escalaram de 78 em 1997 para 129 em 1998.

## Críticas ao CCS
Dentro de três anos de sua existência, a CCS conseguiu conquistas significativas, como ser legalmente reconhecida pelo governo, e ganhou destaque nacional substancial. Com mais de meio milhão de membros e sua capacidade de mobilizar dezenas de milhares de trabalhadores a qualquer momento, a CCS era agora uma força legítima que não podia ser ignorada. No entanto, as vozes de descontentamento dentro do sindicato estavam crescendo. Em 14 de janeiro de 1998, o Conselho Tripartite do Governo de Gestão do Trabalho foi formado, conforme mandato do FMI. Foi um esforço conjunto de todas as três partes para "compartilhar" igualmente a dor e o sofrimento associados à crise econômica. Como parte da "parcela" do sindicato, a direção do CCS concedeu as dispensas de trabalho em caso de emergência que afetasse as empresas, algo que os sindicalistas sempre rejeitaram. E, conseqüentemente, os membros do sindicato do CCS votaram contra a liderança que consideraram responsável pelo grave erro e elegeram um linha-dura, Lee Kap-Yong, como seu novo presidente.
Em resposta à crise econômica, os níveis de filiação à CCS também diminuíram. Caiu 9 por cento ou 40.783 membros, entre janeiro e outubro de 1998. Para mitigar mais demissões por parte dos empregadores, as afiliadas da CCS entraram em greve na Hyundai Motor Company em agosto e setembro de 1998. Embora a empresa tivesse pretendido demitir 1.500 funcionários, como resultado de mais de um mês de paralisação durante a qual alguns membros do sindicato fizeram greve de fome e o apoio nacional foi dado por outros sindicatos, a Hyundai foi obrigada a reduzir o número de demissões a 277. No entanto, eles não puderam impedir o declínio do número de membros da CCS.
Uma das dinâmicas mais importantes do trabalho foi deixada na obscuridade até agora, o tratamento da força de trabalho feminina na Coréia. A este respeito, todos os sindicatos, incluindo o CCS, foram criticados em uníssono por sua falta de interesse pelas trabalhadoras. O fato de não tratarem das preocupações com as duras condições de trabalho e numerosas violações dos direitos trabalhistas é extremamente lamentável e incompreensível.
Os sindicatos na Coréia do Sul foram historicamente reprimidos por seus governos por quase cinco décadas. Desde a criação da Primeira República da Coreia, do Presidente Syngman Rhee e subsequentes generais militares que governaram pelos próximos trinta anos, todos suprimiram os sindicatos e desonraram deliberadamente a constituição do país, em prol do "progresso" da nação. No entanto, com o início da CCS em 1995, a Coreia do Sul e seu povo começaram a ter um vislumbre de esperança. Em essência, mudaram profundamente a dinâmica da relação entre os capitalistas, o estado e os trabalhadores. A CCS, desde o seu início pobre, consolidou-se com sucesso como um parceiro indispensável no que diz respeito aos direitos dos trabalhadores da Coréia. De entidade ilegal, foram convidados por seu governo para serem "parceiros" no processo decisório nacional. Dito de outra forma, eles foram reconhecidos como uma força formidável que não podia mais ser ignorada. O ponto culminante de seu status veio durante a eleição presidencial de 1997, quando CCS, agora o segundo maior sindicato, nomeou Kwon Young-Gil, como o quinto candidato presidencial da Coreia do Sul. Mas, apesar de suas realizações, eles tiveram sua cota de deficiências que incluíram fragmentação interna, declínio no número de membros e a negligência da força de trabalho feminina na Coréia. Portanto, embora a CCS tivesse elevado o status político e social do trabalho organizado, ironicamente, eles foram impelidos a aceitar várias mudanças trabalhistas que acabariam prejudicando a posição dos trabalhadores na Coréia.

## Invasão policial de 2013
Em 22 de dezembro de 2013, centenas de policiais de choque invadiram a sede da KCTU em Seul, ferindo centenas. Seis líderes antigos da CCS foram presos por apoiarem uma greve ferroviária nacional que o governo declarou "ilegal". De acordo com a International Trade Union Confederation e a International Transport Workers' Federation: “O governo da Coreia do Sul e seu comportamento anti-sindical está novamente no centro das atenções da comunidade internacional. As suas ações vão contra as suas obrigações para com a OIT e também as normas laborais nos acordos comerciais com os EUA e a UE. Além disso, o governo está deixando de cumprir seu compromisso original com a OCDE, após a adesão, de respeitar as normas internacionais de trabalho."